# رينالدو (لاعب كرة قدم مواليد 1989)
رينالدو (بالبرتغالية: Reinaldo Manoel da Silva) هو لاعب كرة قدم برازيلي في مركز ظهير ‏، ولد في 28 سبتمبر 1989 في Porto Calvo ‏ في البرازيل. لعب مع باوليستا وسبورت ريسيفي ونادي بونتي بريتا ونادي بينابولينيزي ونادي ساو باولو.

## وصلات خارجية
- رينالدو (لاعب كرة قدم مواليد 1989) على موقع قاعدة بيانات كرة القدم.إي يو (الإنجليزية)
- رينالدو (لاعب كرة قدم مواليد 1989) على موقع Soccerway.com (الإنجليزية)
- رينالدو (لاعب كرة قدم مواليد 1989) على موقع AS.com (الإسبانية)